# West Betuwe
West Betuwe is een gemeente in het zuidwesten van de Nederlandse provincie Gelderland. De gemeente is ontstaan op 1 januari 2019 na de fusie van de gemeenten Geldermalsen, Neerijnen en Lingewaal.
Op 22 november 2024 telde de gemeente West Betuwe 52.948 inwoners.
De hoofdplaats en veruit de grootste kern is Geldermalsen. Het ambtenarenapparaat wordt gehuisvest in het gemeentehuis van de voormalige gemeente Geldermalsen.

## Geschiedenis
De drie gemeenten waaruit West Betuwe is gevormd, zijn alle gevormd uit kleinere gemeenten:
- Geldermalsen is in 1811 gevormd en annexeerde in 1978 de toenmalige gemeenten Beesd, Buurmalsen en Deil.
- Neerijnen is in 1978 tot stand gekomen door samenvoeging van de gemeenten Haaften, Waardenburg, Est en Opijnen, Varik en Ophemert.
- Lingewaal is in 1986 voortgekomen uit een fusie tussen de gemeenten Asperen, Herwijnen, Heukelum met Spijk en Vuren. Plaatselijk was deze bekend als de kwartetgemeente.

Toen de gemeentelijke herindeling van 1978 voorbereid werd, was het al de bedoeling om een groot deel van de daarbij ontstane gemeente Neerijnen toe te voegen aan de gemeente Geldermalsen. Indertijd stuitte dat op verzet, waarna de Tweede Kamer heeft besloten een zogenaamde Waalgemeente (de gemeente Neerijnen) te laten ontstaan. Ruim veertig jaar later was de politiek in ruime meerderheid voor de samenvoeging, en was er van grootschalig verzet geen sprake meer.

### Naam
De naam van de gemeente werd op 26 april 2017 in Asperen bekendgemaakt. Deze naam was het resultaat van een naamgevingsproces, waarbij inwoners van de nieuw te vormen gemeente namen mochten aandragen. Vervolgens werden er drie optionele gemeentenamen aangedragen door een speciale commissie, waarna inwoners op een van de namen mochten stemmen. Er kon gekozen worden tussen West Betuwe, Betuwewaard en Waal en Linge.

### Spelling
De spelling stuitte op verzet, omdat de schrijfwijze volgens de Dikke van Dale niet correct Nederlands zou zijn. 'West-Betuwe', met een koppelteken, zou wel juist zijn. Dit kwam aan het licht nadat de hoofdredacteur van Van Dale, inwoner van de nieuwe gemeente, dit had aangegeven. Overigens kent Gelderland meer van dit soort 'fouten'. Hetzelfde geldt namelijk voor bijvoorbeeld West Maas en Waal en Oost Gelre. De naamgevingscommissie heeft aangegeven bewust voor deze schrijfwijze gekozen te hebben en het koppelteken te laten vallen.

### Uitbreiding historische Betuwe met de Tielerwaard
Kijkend naar de oude geschiedenis is de naam West Betuwe niet correct. De landstreek Betuwe bestond uit de westelijke Neder-Betuwe en de oostelijke Over-Betuwe. Deze namen keren terug in de gemeenten Neder-Betuwe en Overbetuwe, waarbij opgemerkt moet worden dat het grondgebied van de huidige gemeente Lingewaard ook tot de Over-Betuwe behoorde. De nieuwe gemeente West Betuwe ligt veel westelijker dan de eigenlijke landstreek Betuwe en valt grotendeels binnen de vroegere landstreek Tielerwaard. Bommelerwaard, Tielerwaard en Betuwe werden dan ook altijd gescheiden opgenoemd. Uitsluitend het deel van de gemeente benoorden de Linge ligt in de Neder-Betuwe, en daarmee in de historische streek Betuwe. Pas recenter is men de Tielerwaard als deel van de Betuwe gaan beschouwen, waardoor veel plaatsen in de Tielerwaard in recente publicaties als in de Betuwe worden aangeduid.

## Ligging
Zoals de naam al aangeeft, ligt het gebied van de gemeente in het uiterste westen van wat we nu als de Betuwe beschouwen. Daarnaast vormt de gemeente het meest westelijke deel van de provincie Gelderland. De gemeente ligt grotendeels in de Tielerwaard. De Linge doorsnijdt de gemeente. Het deel ten noorden van de Linge ligt in de streek Neder-Betuwe. Daarnaast wordt de gemeente doorsneden door de snelwegen A2 en A15. 

Topografische kaart van de gemeente West Betuwe

## Kernen
West Betuwe telt in totaal 26 kernen, exclusief een deel van de buurtschap Zennewijnen die voor het grootste gedeelte in de gemeente Tiel ligt. Geldermalsen is de grootste kern, ongeveer een vijfde van de totale bevolking woont in dit dorp. Hierbij moet worden opgemerkt dat de Meterense wijken Kalenberg en De Plantage oorspronkelijk op Geldermalsens grondgebied liggen en naadloos op Geldermalsen aansluiten. De kern (Oud-)Meteren zelf herbergt circa 1.000 inwoners. De overige Meterenaars wonen in woningen die op Geldermalsense grond zijn gebouwd en later aan de woonplaats Meteren werden toegekend. Hiermee rekening houdend betekent dit dat Geldermalsen en Meteren samen ruim 30% van de totale West Betuwse bevolking herbergen. In beide dorpen worden nog verschillende nieuwbouwplannen gerealiseerd, waardoor dit percentage zal groeien.
Naast Geldermalsen vormen de dorpen Waardenburg, Beesd, Haaften, Herwijnen en Heukelum kleine voorzieningencentra. De buurgemeentelijke steden Leerdam, Gorinchem, Tiel, Culemborg en Zaltbommel zijn op korte afstand rondom West Betuwe gelegen.
| Woonplaats (BAG) | Inwoners 2023 |
| ---------------- | ------------- |
| Acquoy           | 570           |
| Asperen          | 3.250         |
| Beesd            | 3.370         |
| Buurmalsen       | 1.220         |
| Deil             | 2.060         |
| Enspijk          | 590           |
| Est              | 565           |
| Geldermalsen     | 11.025        |
| Gellicum         | 345           |
| Haaften          | 2.890         |
| Heesselt         | 415           |
| Hellouw          | 1.035         |
| Herwijnen        | 2.810         |
| Heukelum         | 2.280         |
| Meteren          | 5.395         |
| Neerijnen        | 470           |
| Ophemert         | 1.710         |
| Opijnen          | 1.180         |
| Rhenoy           | 910           |
| Rumpt            | 910           |
| Spijk            | 945           |
| Tricht           | 2.130         |
| Tuil             | 1.070         |
| Varik            | 1.090         |
| Vuren            | 2.185         |
| Waardenburg      | 2.390         |
| Zennewijnen      | 155           |

## Fusies, splitsingen, benamingen
| Datum          | Gemeentenaam               | Voormalige gemeenten                                                                                         |
| -------------- | -------------------------- | --- |
| 1 januari 2019 | West Betuwe                | Geldermalsen, Neerijnen en Lingewaal                                                                         |
| 3 januari 1987 | Lingewaal                  | nieuwe naam van gemeente Vuren                                                                               |
| 1 januari 1986 | Vuren                      | Asperen, Heukelum, Herwijnen, Spijk en Vuren (Dalem, gemeente Vuren, werd toegevoegd aan gemeente Gorinchem) |
| 1 januari 1978 | Geldermalsen               | Beesd, Deil, Geldermalsen en een groot deel van Buurmalsen                                                   |
| 1 januari 1978 | Neerijnen                  | Est en Opijnen, Haaften, Ophemert, Varik, en Waardenburg                                                     |
| 18 juli 1855   | Heukelum                   | Heukelum en Spijk                                                                                            |
| 1820           | Herwijnen                  | Herwijnen en het dunbevolkte deel van gemeente Asperen ten zuiden van Nieuwe Zuiderlingedijk                 |
| 1 januari 1818 | Buurmalsen en Geldermalsen | Splitsing van gemeente Geldermalsen in Buurmalsen en Geldermalsen                                            |
| 1 januari 1818 | Ophemert en Varik          | Splitsing van gemeente Varik in gemeenten Ophemert en Varik                                                  |
| 1 januari 1818 | Haaften en Herwijnen       | Splitsing van gemeente Herwijnen in gemeenten Haaften (Haaften, Hellouw en Tuil) en Herwijnen                |
| 1 januari 1818 | Vuren                      | nieuwe naam van gemeente Dalem                                                                               |
| 1 januari 1818 | Est en Opijnen             | nieuwe naam van gemeente Opijnen                                                                             |
| 1 januari 1812 | Geldermalsen               | Buurmalsen en Geldermalsen                                                                                   |
| 1 januari 1812 | Varik                      | Ophemert en Varik                                                                                            |
| 1810           | Deil                       | Deil, Enspijk, Gellicum en Rumpt                                                                             |

## Foto's

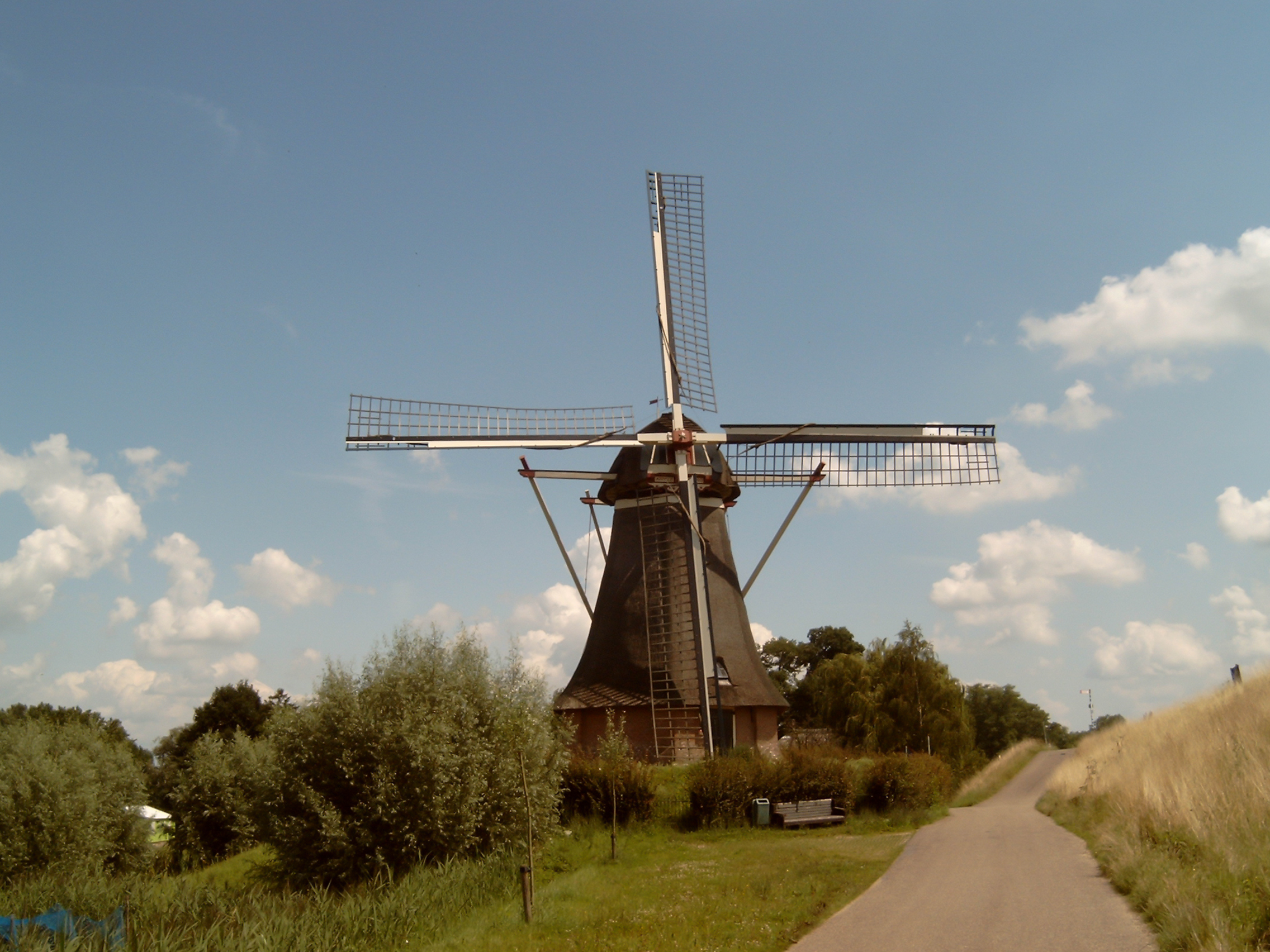
Waardenburg, korenmolen Waardenburg
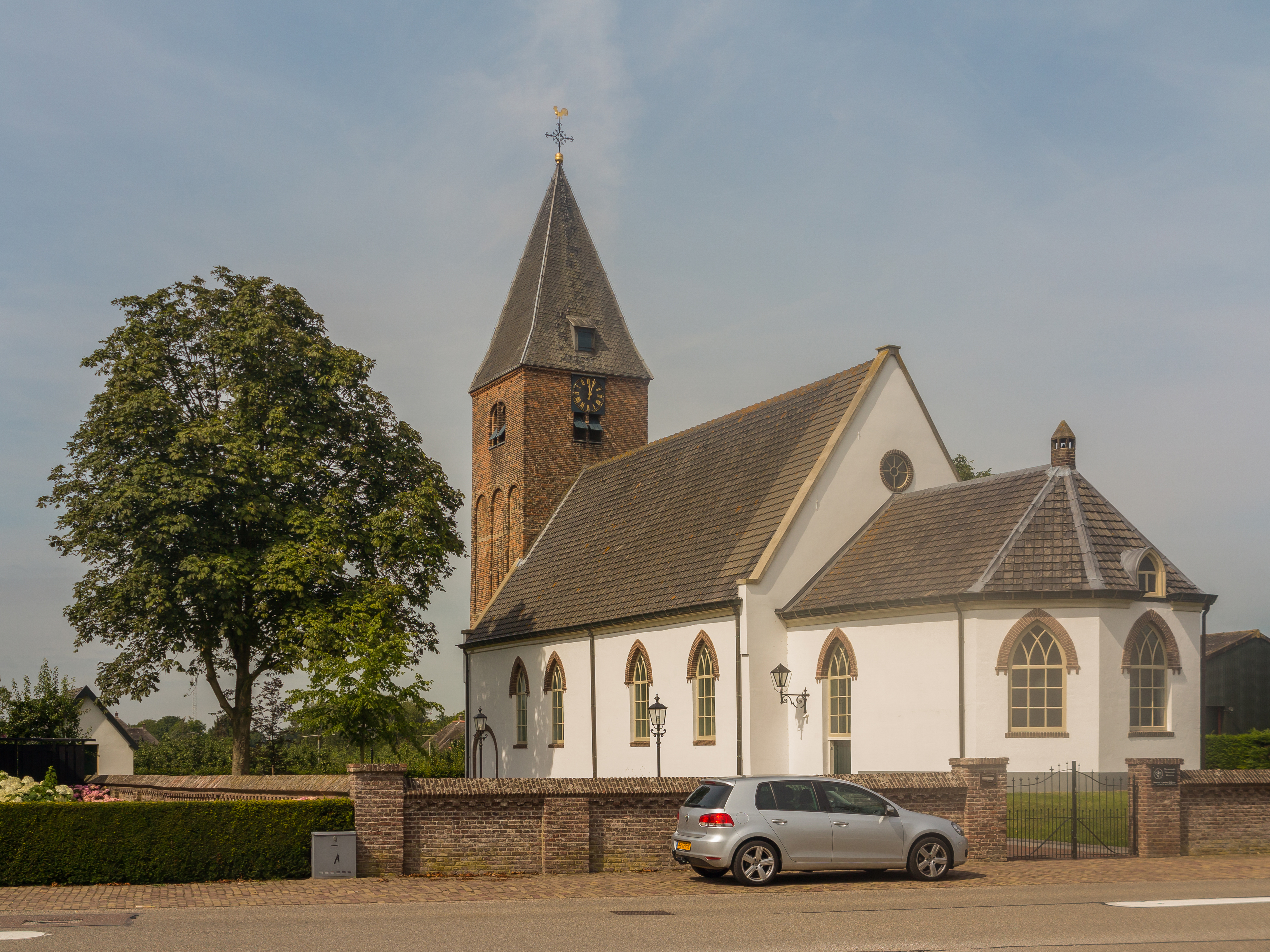
Meteren, de Nederlands Hervormde kerk
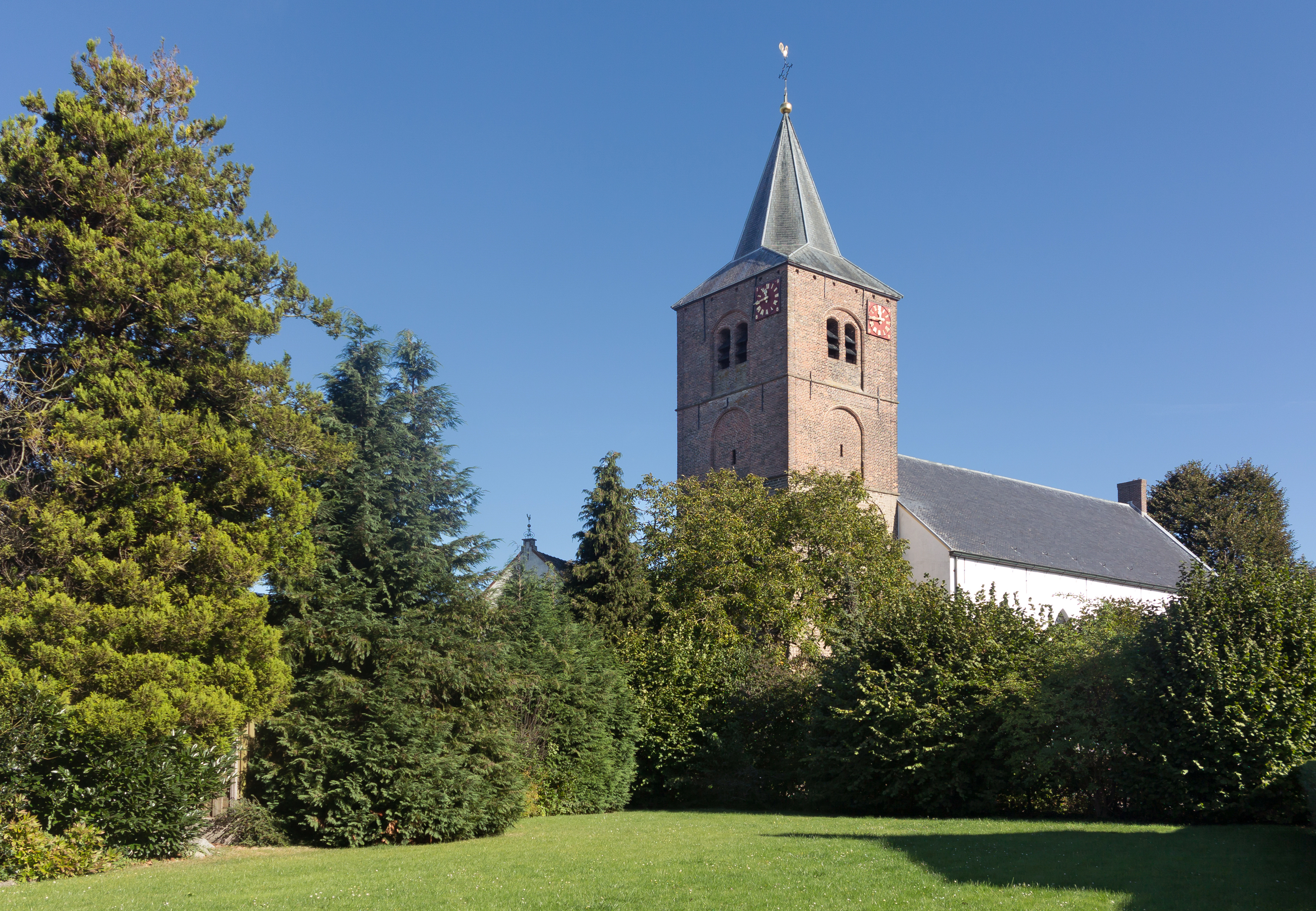
Deil, de Hervormde kerk
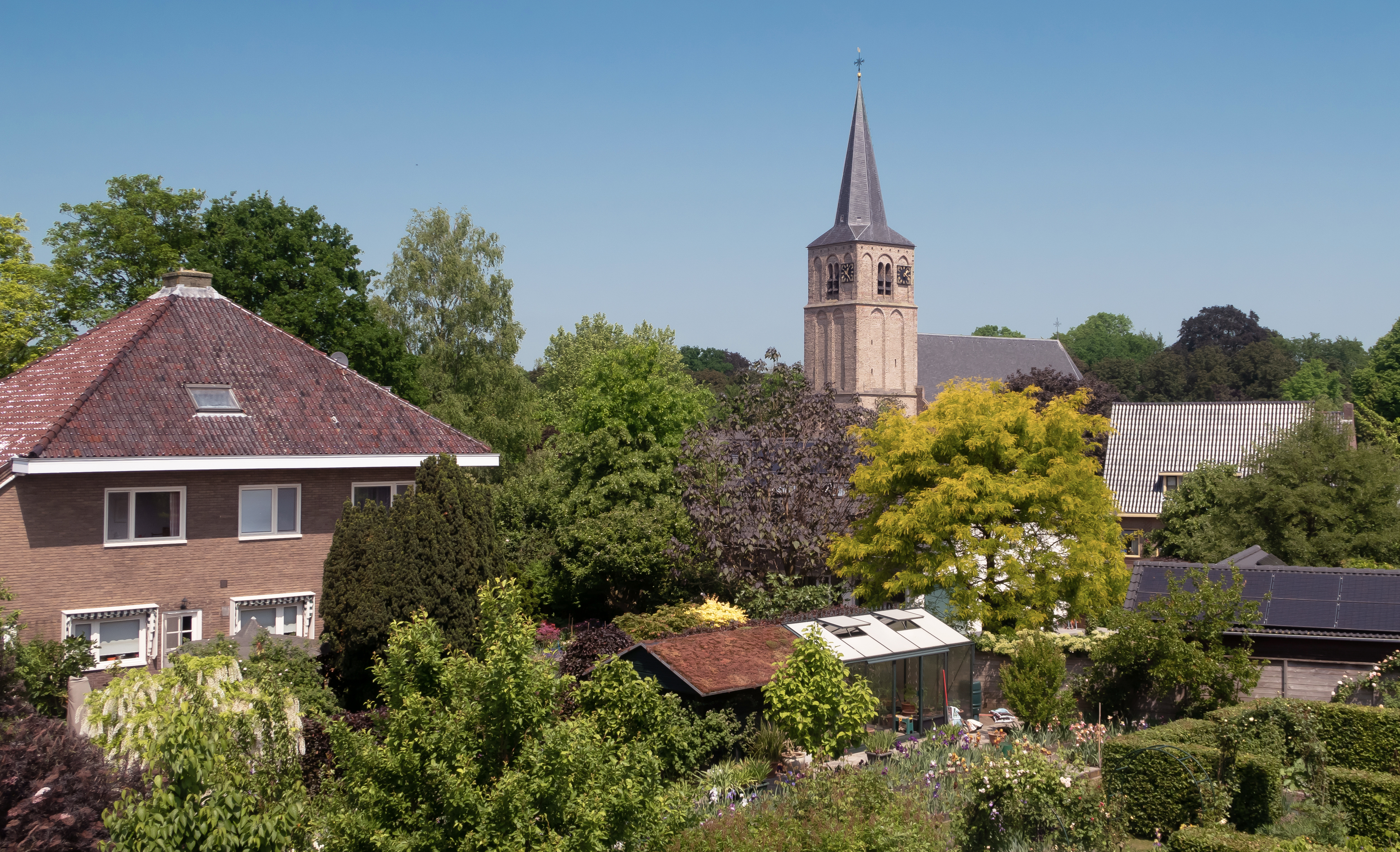
Ophemert, dorpszicht vanaf de Waalbandijk met de Hervormde kerk
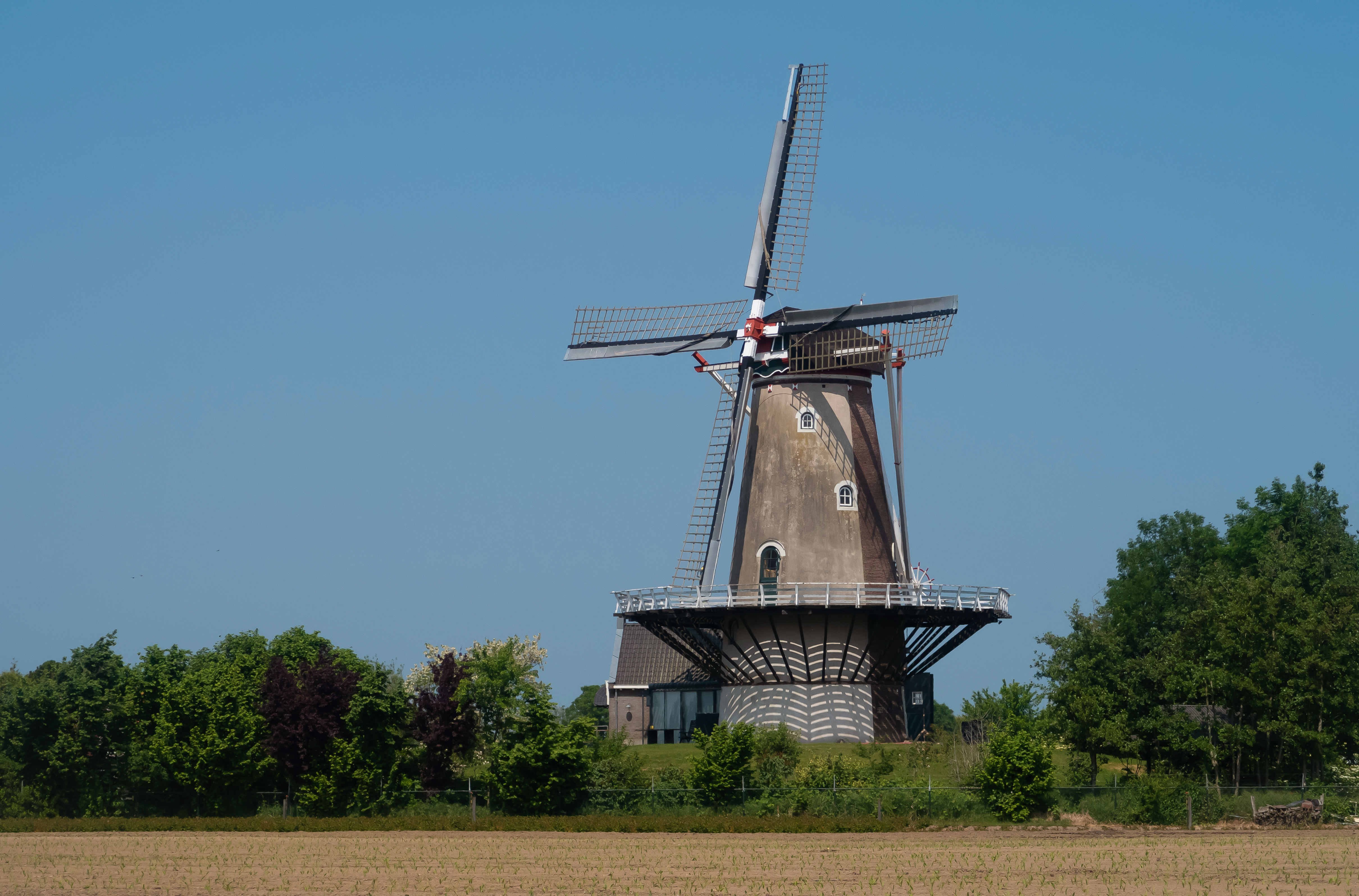
Varik, korenmolen de Bol
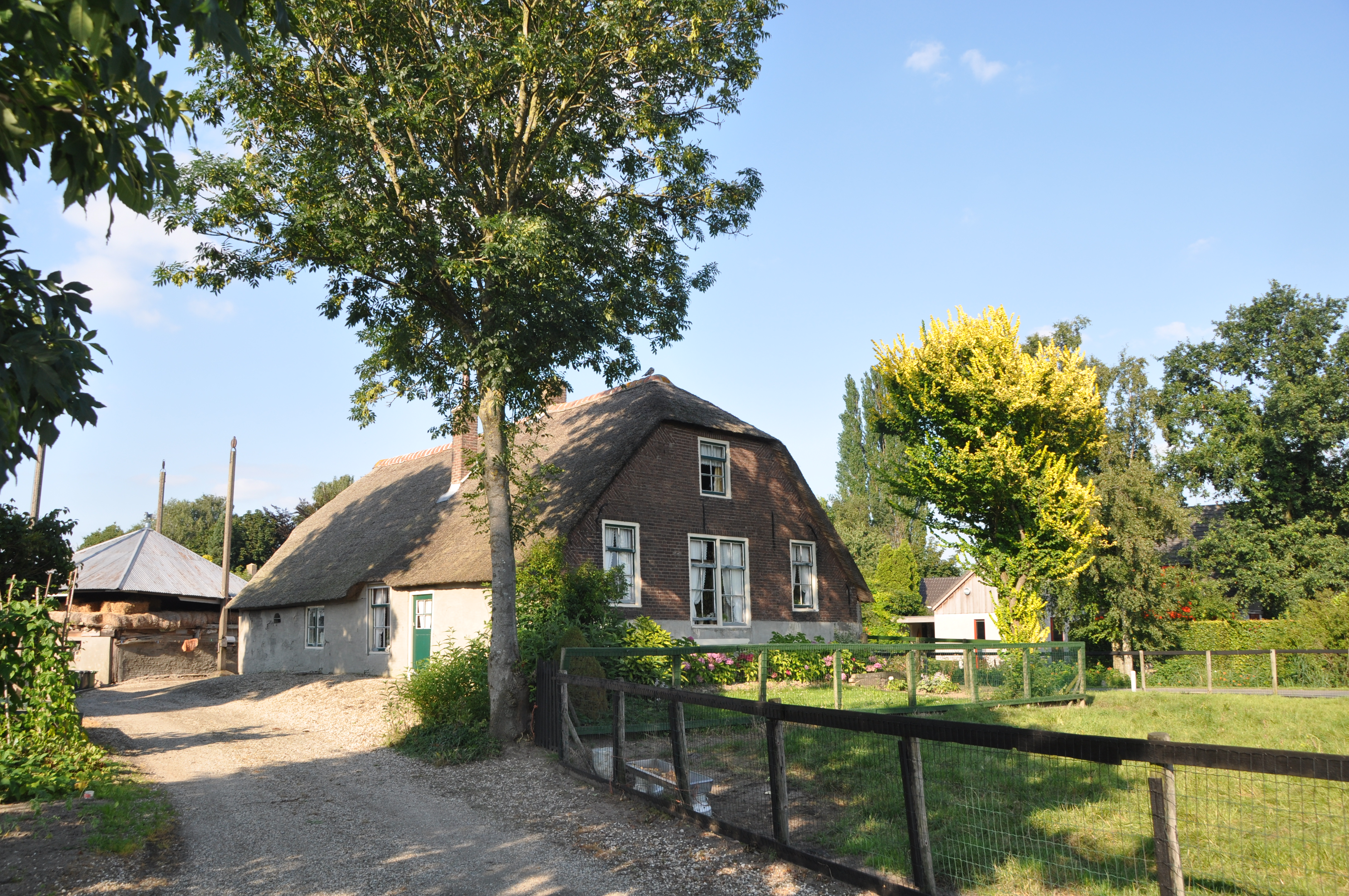
Herwijnen, Achterweg 77

## Aangrenzende gemeenten
| Aangrenzende gemeenten | Aangrenzende gemeenten | Aangrenzende gemeenten | Aangrenzende gemeenten | Aangrenzende gemeenten      |
| ---------------------- | ---------------------- | ---------------------- | ---------------------- | --------------------------- |
| Molenlanden (ZH)       |                        | Vijfheerenlanden (U)   |                        | Culemborg Buren             |
|                        |                        |                        |                        |                             |
| Gorinchem (ZH)         | Tiel                   |                        |                        |                             |
|                        |                        |                        |                        |                             |
|                        |                        | Zaltbommel             |                        | Maasdriel West Maas en Waal |

## Gemeenteraad
De gemeenteraad van West Betuwe bestaat uit 31 zetels. De eerste gemeenteraadsverkiezingen voor de gemeente West Betuwe vonden plaats op 21 november 2018. Onderstaande tabel geeft de samenstelling van de gemeenteraad vanaf 2019:
| Gemeenteraadszetels    | Gemeenteraadszetels | Gemeenteraadszetels |
| Partij                 | 2018                | 2022                |
| ---------------------- | ------------------- | ------------------- |
| Dorpsbelangen          | 5                   | 10                  |
| SGP                    | 5                   | 5                   |
| Leefbaar Lokaal Belang | 3                   | 3                   |
| GroenLinks             | 2                   | 2                   |
| ChristenUnie           | 3                   | 2                   |
| VVD                    | 3                   | 2                   |
| D66                    | 2                   | 2                   |
| Verenigd West Betuwe   | 2                   | 2                   |
| CDA                    | 4                   | 2                   |
| PvdA                   | 2                   | 1                   |
| Totaal                 | 31                  | 31                  |

Het college bestaat vanaf 2022 uit Dorpsbelangen, D66, ChristenUnie en Verenigd West Betuwe.

## Cultuur
De gemeente is een plattelandsgemeente, met veel buitengebied en gemiddeld een lage bebouwingsdichtheid. Centraal in het gebied ligt de Heerlijkheid Mariënwaerdt. In de gemeente zijn veel fruitboomgaarden te vinden. Aan de zuidzijde ligt de rivier de Waal. De rivier de Linge stroomt van oost naar west midden door het gebied. Bij Buurmalsen mondt de Korne in de Linge uit.
In Geldermalsen, Tricht, Waardenburg en Spijk zijn grote kerkgemeenschappen van de reformatorische gezindte. Dit is deels ook terug te zien in de uitslagen van de gemeenteraadsverkiezingen van 2018, waar de SGP de meeste stemmen kreeg in de dorpen Geldermalsen, Tricht, Meteren, Waardenburg en Neerijnen, terwijl de ChristenUnie veel stemmen binnenhaalde in Asperen en Heukelum. Ook in de andere dorpen is de kerkelijke identiteit (vaak Nederlands Hervormd, in enkele dorpen zoals Beesd, Gellicum en Varik ook Rooms-Katholiek) soms nadrukkelijk aanwezig. 

### Monumenten
- Lijst van gemeentelijke monumenten in West Betuwe
- Lijst van rijksmonumenten in West Betuwe
- Lijst van oorlogsmonumenten in West Betuwe
- Lijst van beelden in West Betuwe

## Verkeer en vervoer

### Wegverkeer
De gemeente ligt in het hart van Nederland en is ontsloten via de autosnelwegen A2 en A15. Er zijn in totaal zes aansluitingen, waarvan drie op de A2 en drie op de A15.Daarnaast liggen er nog drie direct aan de grens van de gemeente (afrit Culemborg aan de A2 en de afritten Arkel en Wadenoijen aan de A15). Langs deze snelwegen zijn verschillende bedrijventerreinen aanwezig, zoals in Geldermalsen, Beesd, Waardenburg en Vuren. De Betuweroute, een goederenspoorlijn, loopt ook dwars door het gebied.

### Openbaar vervoer
Treinstations zijn er in Geldermalsen en Beesd. Beide stations zijn onderdeel van de MerwedeLingelijn, die sinds 9 december 2018 bij het R-net hoort. Hierdoor is de gemeente West Betuwe de enige Gelderse gemeente die op het R-net is aangesloten. Vanuit Geldermalsen zijn er ook treinverbindingen met Utrecht, Tiel en 's-Hertogenbosch.
Andere delen van de gemeente zijn vooral aangewezen op de omringende stations in Zaltbommel, Tiel, Leerdam, Culemborg en Gorinchem. Er gaan verschillende buslijnen naar deze stations. De belangrijkste busverbinding is lijn 47 (Geldermalsen–Gorinchem). De lijndienst van Leerdam via Heukelum naar Gorinchem (lijn 73) is in december 2018 opgeheven, maar keerde een jaar later terug als schoolbus 673.
De volgende buslijnen rijden door de gemeente West Betuwe:
- Lijn 47 Geldermalsen - Haaften - Gorinchem
- Lijn 543 Geldermalsen - Tiel

De volgende buurtbuslijnen rijden door de gemeente West Betuwe
- Lijn 248 Zaltbommel - Waardenburg - Tiel
- Lijn 260 Geldermalsen - Beesd - Leerdam
- Lijn 261 Geldermalsen - Est
- Lijn 262 Geldermalsen - Tricht

### Oeververbindingen
Omdat de gemeente in een waterrijk gebied ligt, zijn er ook verschillende belangrijke oeververbindingen in de gemeente aanwezig. Op nationaal gebied is de Martinus Nijhoffbrug in de A2 de belangrijkste. Verder zijn de Julianabrug tussen Geldermalsen en Buren, de Lingebrug tussen Geldermalsen en Buurmalsen, de Blauwe Huisbrug tussen Rumpt en Beesd en de Lingebrug tussen Asperen en Leerdam belangrijke verbindingen, alle over de rivier de Linge. Ook varen er verschillende veerdiensten, zoals het Brakelseveer (Brakel–Herwijnen), de voetveren Vuren–Woudrichem en Vuren–Slot Loevestein en het Enspijkse voetveer (Enspijk–Mariënwaerdt).

## Onderwijs
In de gemeente zijn diverse basisscholen gelegen. Daarnaast zijn in Geldermalsen het Ida Gerhardt College en een vestiging van de middelbare school Lek en Linge gevestigd. Daarnaast volgen veel middelbare scholieren voortgezet onderwijs in de omgeving, bijvoorbeeld op het Cambium in Zaltbommel, de Gomarus Scholengemeenschap in Gorinchem en Zaltbommel, het RSG Lingecollege in Tiel of het Koningin Wilhelmina College en Lek en Linge in Culemborg.
De gemeente telt verschillende basisscholen, van diverse groottes, achtergronden en culturen. Een overzicht:
| Plaats       | Naam school                                        | Bestuursorganisatie                                             | Achtergrond             |
| ------------ | -------------------------------------------------- | --------------------------------------------------------------- | ----------------------- |
| Asperen      | De Open Poort                                      | Stichting LOGOS                                                 | Christelijk             |
| Asperen      | De Zandheuvel                                      | Stichting O2A5                                                  | Openbaar                |
| Beesd        | Lingelaar                                          | Zelfstandig                                                     | Protestants-Christelijk |
| Beesd        | Sint-Antonius                                      | Stichting Katholieke Onderwijsbelangen Rivierenland             | Rooms-Katholiek         |
| Buurmalsen   | De Malsenburg                                      | Stichting Fluvium                                               | Openbaar                |
| Deil         | Lokhorstschool                                     | Stichting Fluvium                                               | Openbaar                |
| Est          | IKC De Stek                                        | Stichting Fluvium                                               | Openbaar                |
| Geldermalsen | De Morgenster                                      | Stichting Christelijk Primair Onderwijs Betuwe en Bommelerwaard | Christelijk             |
| Geldermalsen | D'n Bogerd                                         | Stichting Fluvium                                               | Openbaar                |
| Geldermalsen | Jan Harmenshof                                     | Stichting Fluvium                                               | Openbaar                |
| Geldermalsen | Oranje Nassauschool                                | Stichting Christelijk Primair Onderwijs Betuwe en Bommelerwaard | Christelijk             |
| Geldermalsen | Rehobothschool (2 locaties) beiden in Geldermalsen | Gereformeerde Gemeente Tricht-Geldermalsen                      | Reformatorisch          |
| Haaften      | Goudenstein                                        | Stichting Christelijk Primair Onderwijs Betuwe en Bommelerwaard | Christelijk             |
| Haaften      | Koning Willem Alexander                            | Stichting Fluvium                                               | Openbaar                |
| Hellouw      | Kievitsheuvel                                      | Stichting Christelijk Primair Onderwijs Betuwe en Bommelerwaard | Christelijk             |
| Herwijnen    | School met de Bijbel                               | Stichting LOGOS                                                 | Christelijk             |
| Herwijnen    | Spiegelhof                                         | Stichting O2A5                                                  | Openbaar                |
| Heukelum     | De Rietput                                         | Stichting O2A5                                                  | Openbaar                |
| Heukelum     | De Wegwijzer                                       | Stichting LOGOS                                                 | Christelijk             |
| Meteren      | De Schakel                                         | Stichting Scholen met de Bijbel in de Betuwe                    | Protestants-Christelijk |
| Meteren      | Meester Aafjesschool                               | Stichting Fluvium                                               | Openbaar                |
| Meteren      | Kindcentrum De Plantage                            | Stichting Fluvium                                               | openbaar                |
| Neerijnen    | Freule van Pallandtschool                          | Stichting Christelijk Primair Onderwijs Betuwe en Bommelerwaard | Christelijk             |
| Ophemert     | Prins Willem Alexanderschool                       | Stichting Fluvium                                               | Openbaar                |
| Opijnen      | De Rietschoof                                      | Stichting Fluvium                                               | Openbaar                |
| Rhenoy       | De Bloeiende Betuwe                                | Stichting Fluvium                                               | Openbaar                |
| Rumpt        | De Springplank                                     | Stichting Fluvium                                               | Openbaar                |
| Spijk        | De Hoeksteen                                       | Stichting LOGOS                                                 | Christelijk             |
| Tricht       | IKC BinnensteBuiten                                | Stichting Fluvium                                               | Openbaar                |
| Tuil         | Klingelenburg                                      | Stichting Christelijk Primair Onderwijs Betuwe en Bommelerwaard | Christelijk             |
| Varik        | Burgemeester Westerbeek van Eertenschool           | Stichting Fluvium                                               | Openbaar                |
| Vuren        | Het Kompas                                         | Stichting LOGOS                                                 | Christelijk             |
| Waardenburg  | De Waerdenburght                                   | Stichting Fluvium                                               | Openbaar                |
| Waardenburg  | Eben-Haëzerschool                                  | Zelfstandig                                                     | Reformatorisch          |

Hoofdplaats: Geldermalsen

Steden: Asperen · Heukelum

Dorpen: Acquoy · Beesd · Buurmalsen (deels) · Deil · Enspijk · Est · Gellicum · Haaften · Heesselt · Hellouw · Herwijnen · Meteren · Neerijnen · Ophemert · Opijnen · Rhenoy · Rumpt · Spijk · Tricht · Tuil · Varik · Vuren · Waardenburg

Buurtschappen: Benedeneind · Boveneind · Diefdijk · Friezenwijk · Hattelaar · Hucht · Kerkeneind · Leuven · Mark · Pijpekast · 't Rot · Snelleveld · Vogelswerf · Zennewijnen (deels)

Gelderland: Steden en dorpen in Gelderland      Nederland: Provincies · Gemeenten
Aalten · Apeldoorn · Arnhem · Barneveld · Berg en Dal · Berkelland · Beuningen · Bronckhorst · Brummen · Buren · Culemborg · Doesburg · Doetinchem · Druten · Duiven · Ede · Elburg · Epe · Ermelo · Harderwijk · Hattem · Heerde · Heumen · Lingewaard · Lochem · Maasdriel · Montferland · Neder-Betuwe · Nijkerk · Nijmegen · Nunspeet · Oldebroek · Oost Gelre · Oude IJsselstreek · Overbetuwe · Putten · Renkum · Rheden · Rozendaal · Scherpenzeel · Tiel · Voorst · Wageningen · West Betuwe · West Maas en Waal · Westervoort · Wijchen · Winterswijk · Zaltbommel · Zevenaar · Zutphen
Steden en dorpen · Voormalige gemeenten · Nederland: Provincies · Gemeenten